# Рак широкопалий
Ра́к широкопа́лий (Astacus astacus) — один з 4 видів роду річкових раків інфраряду Astacidea. В Україні представлений номінативним підвидом A. astacus astacus. Поширений в прісних водоймищах на всій території Європи. Починаючи з другої половини XX століття широкопалого рака витісняє з природних оселищ інший вид прісноводих раків — Pacifastacus leniusculus, інтродукований з Нового Світу.

## Етимологія
Назва «широкопалий» вказує на більшу, ніж у інших річкових раків, ширину клешні.

## Охоронний статус
III категорія — уразливий. Реліктовий вид.

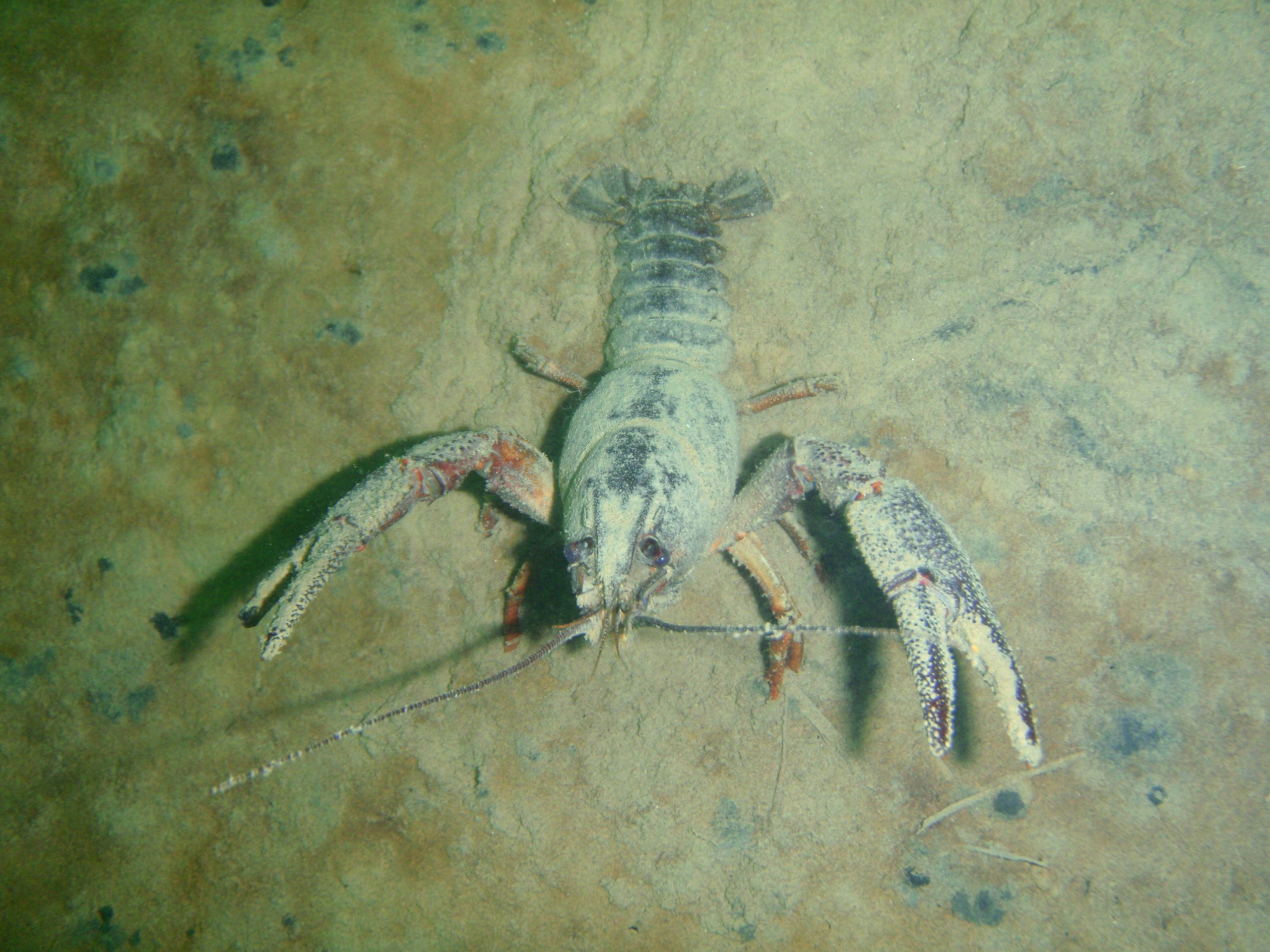
Широкопалий рак
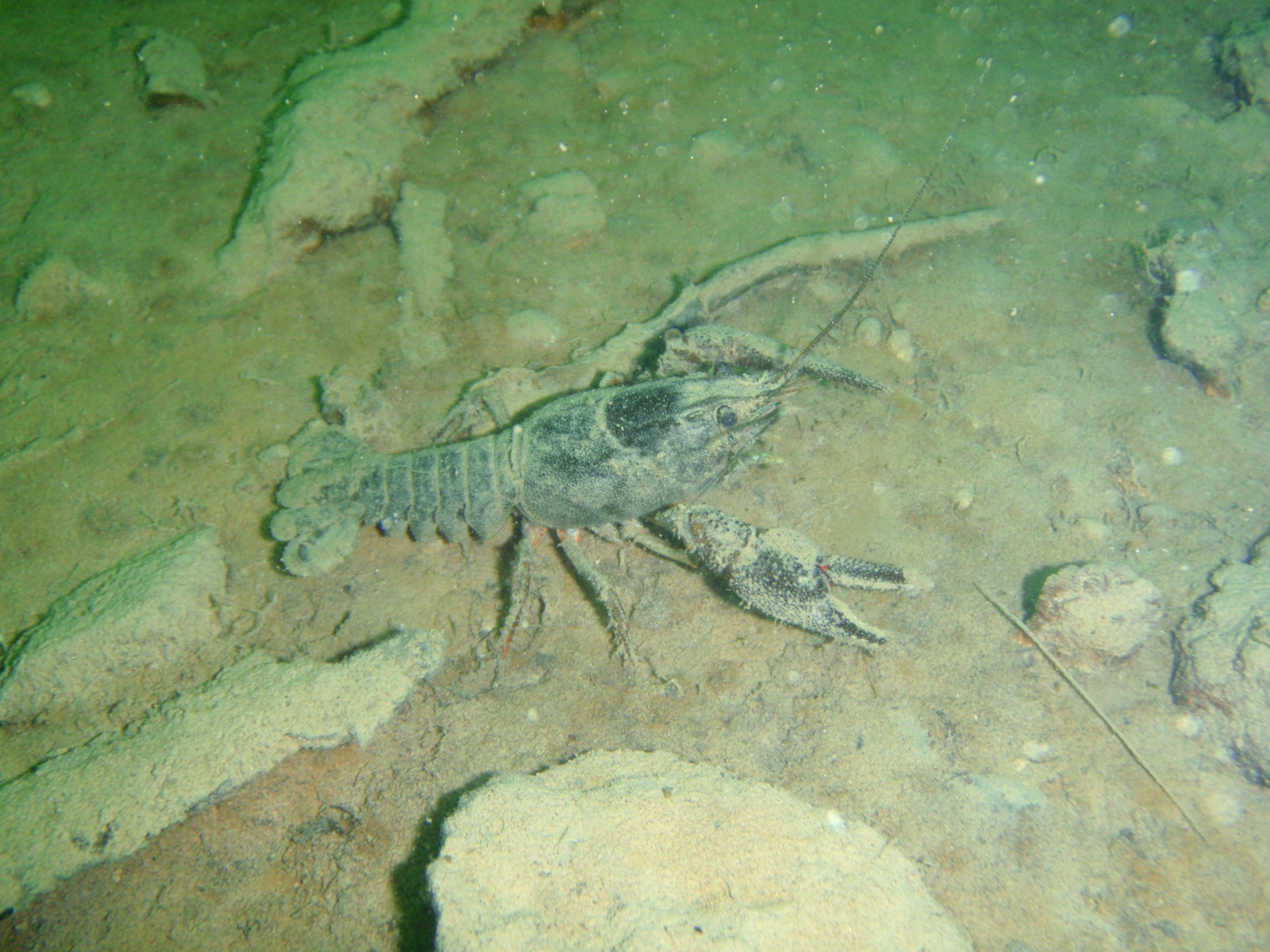
Широкопалий рак на дні річки
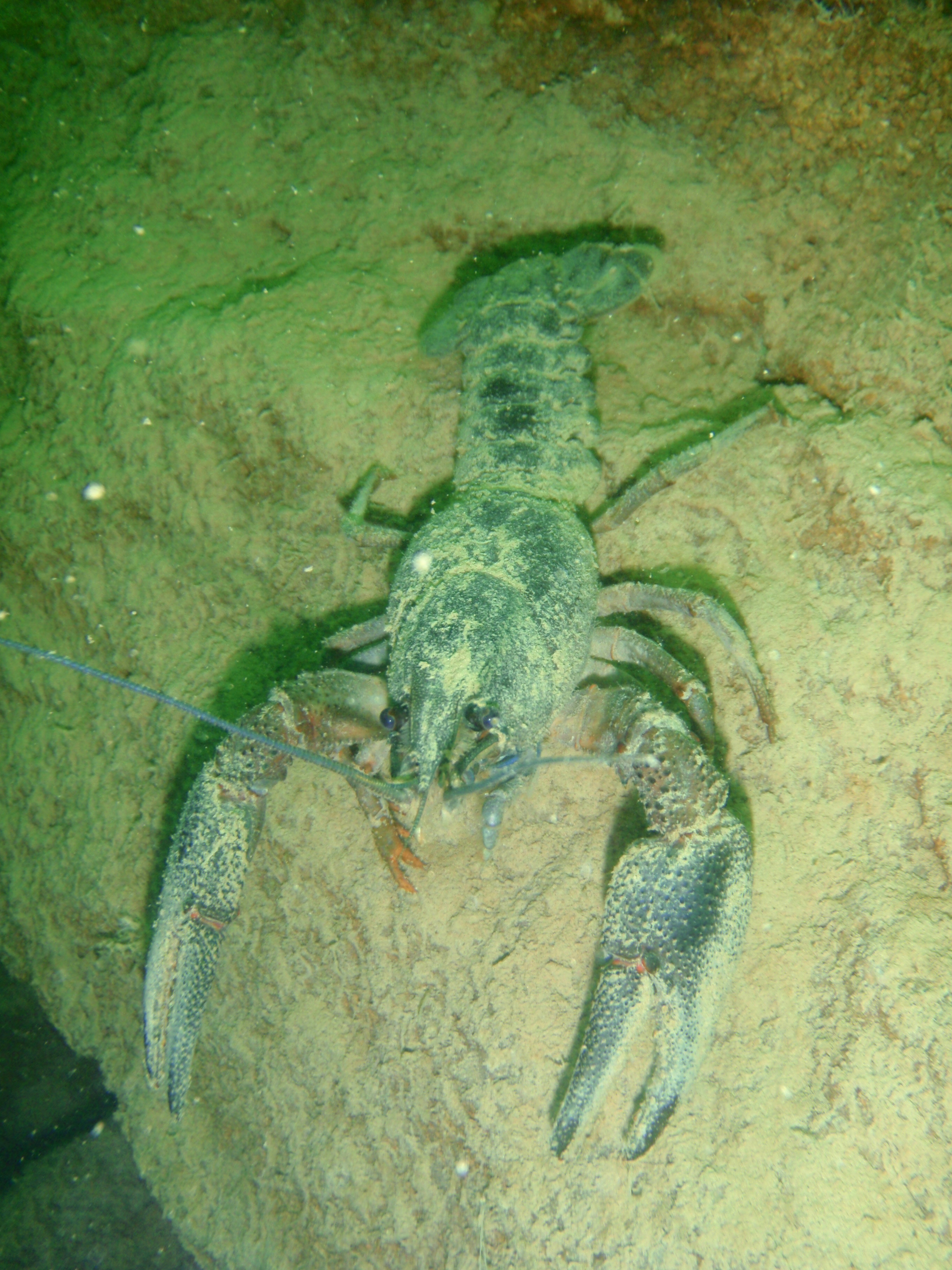
Загальний вигляд широкопалого рака

## Ареал виду
Виявлений у річках Ірші (притока Тетерева), деяких озерах та притоках річок Гірського Тікичу та Гнилого Тікичу, верхів'ях річок — правих притоках Дністра, Пруту та Серету. Ареал охоплює Європу — від північної Фінляндії до західної Франції та північної Італії; трапляється у країнах Балтії, на півночі Білорусі та північному заході Росії.

## Природні оселища
Невеликі річки, струмки, а також евтрофні озера (в останніх наддає перевагу прибережним зонам біля урвистих берегів зі щільним ґрунтом).

## Чисельність
Незначна.

## Причини зміни чисельності
Порушення природного стану водойм, пов'язане з антропогенним фактором (евтрофікація, збіднення води на кисень, забруднення пестицидами, замулення тощо); заразні хвороби — чума раків, септоциліндроз (іржаво-плямиста хвороба), телоханіоз (фарфорова хвороба); вороги (хижі риби, водоплавні птахи, ссавці). Після масової загибелі широкопалого рака внаслідок вірусного захворювання (чума раків) у прісних водоймах його місце посів близький вид — довгопалий рак. Він виявився стійкішим до зростаючого антропогенного впливу (менш вибагливий до чистоти води, вмісту в ній кисню тощо) і плодючішим.

## Особливості біології

### Будова тіла
Довжина тіла широкопалого рака може досягати 20 см. Тіло складається з двох відділів — головогруд (голова і груди) і черевця. Із спинного боку головогруди і черевце покриті масивним карапаксом, що несе на передньому кінці гострий виріст, — рострум. З боків від рострума розташовується дві пари чутливих придатків — антен — і пара фасеткових очей на рухливих стебельцях, а попереду — дві пари вусиків: коротенькі й довгі. 
Груди складаються з 8 сегментів, а черевце — з 6 сегментів і анальної лопаті (тельсона). Кілька сегментів має й голова. У самок черевце ширше, ніж у самців. На кожному сегменті, як правило, знаходиться пара кінцівок. Кінцівки першого сегменту, на якому відкриваються статеві отвори, або перетворені в копулятивний орган (у самців), або відсутні (у самок). Наступні чотири несуть плавальні кінцівки — плеоподи. Ротовий апарат складається з шести пар кінцівок: верхніх щелеп, двох пар нижніх щелеп і трьох пар ногощелеп. 
Черевце, як і в інших десятиногих ракоподібних, несе п'ять пар черевних ніжок, призначених для плавання. Перша пара відрізняється великими розмірами і несе клешні, які більші у самців. Останні чотири функціонують як ходильні ноги. Від їх зовнішньої сторони в порожнину під карапаксом відходять перетворені в гіллясті зябра епіподіти. На останньому сегменті розташовані уроподи (останні черевні кінцівки), що разом із тельсоном утворюють схожий на віяло хвостовий плавець.

### Покриви тіла
Із спинного боку головогруди і черевце покриті масивним хітиновим панциром — карапаксом. Панцир просякнутий вапном, що надає йому міцності. Забарвлення варіює залежно від місця проживання від зеленувато-бурого до синяво-коричневого, яке маскує на тлі темного мулистого дна.

### Опорно-руховий апарат
Хітиновий панцир утворює складний скелет — каркас тіла рака. На відміну від червів, рак не має шкірно-мускульного мішка. Мускулатура тварини представлена окремими пучками м'язів, що прикріплюються до хітинового панцира. Всі внутрішні органи містяться у вторинній порожнині тіла.

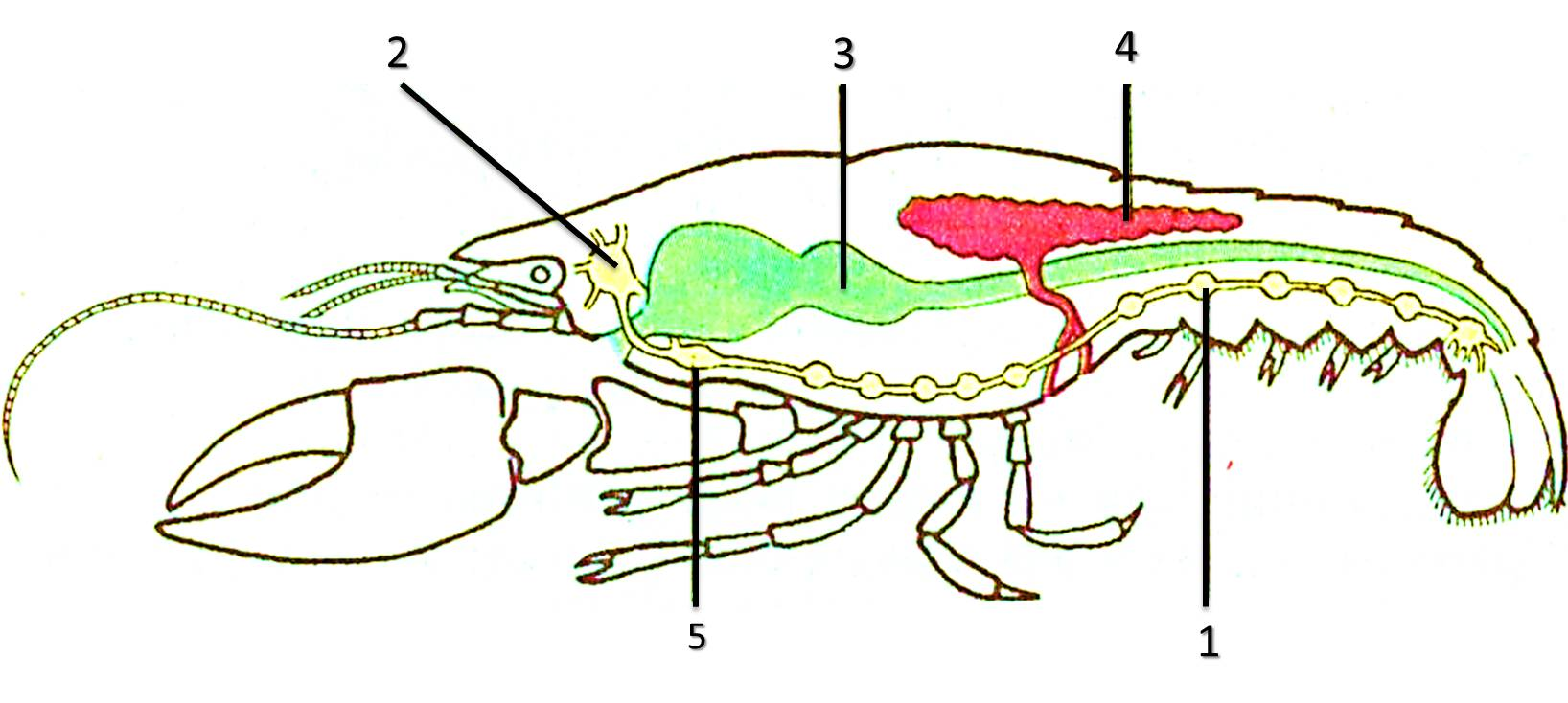
Травна нервова і статева системи. 1 — нервовий ланцюжок, 2 — навкологлоткове кільце, 3 — травна система, 4 — статева система, 5 — підглотковий нервовий вузол

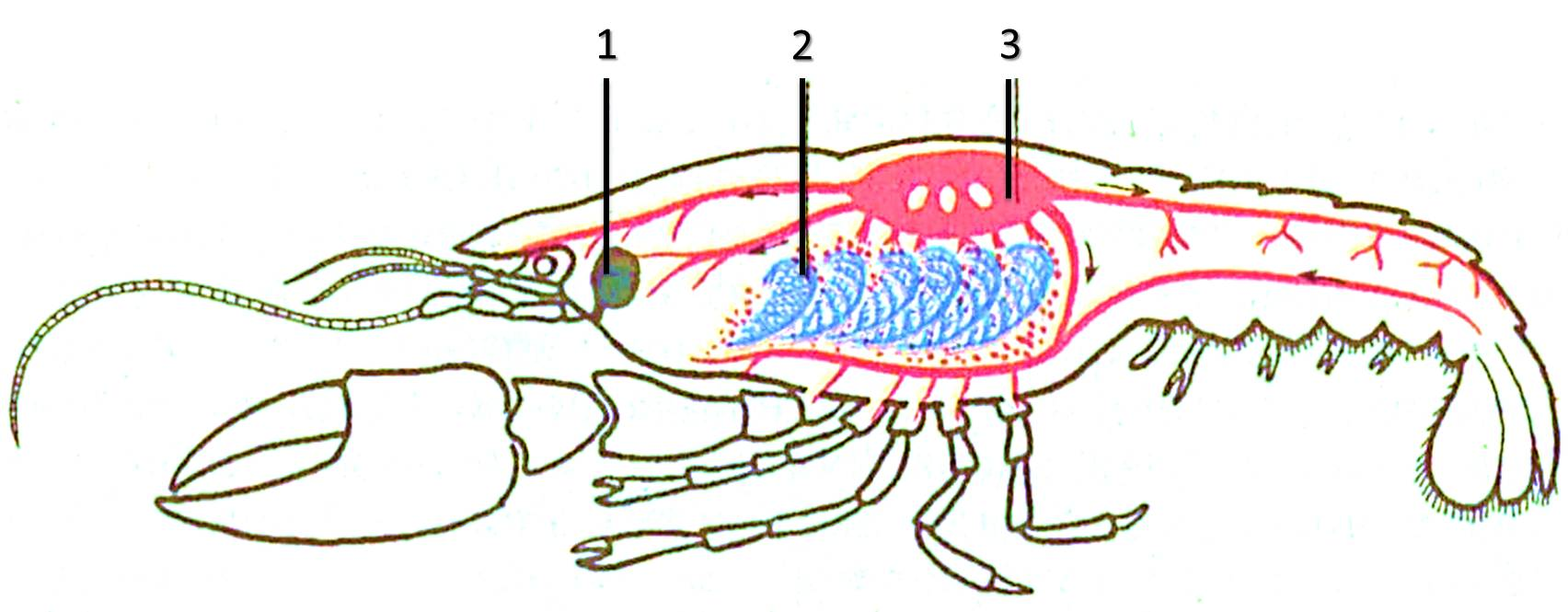
Видільна і кровоносна системи. 1 — видільна система, 2 — зябра, 3 — кровоносна система

### Травна система
Травна система починається ротом, далі розташований стравохід, який переходить у шлунок, що складається з двох відділів: жувального й цідильного. Стінки жувального відділу мають спеціальні хітинові вирости (вапняні хітинові зубці), котрі перетирають їжу. У цідильному відділі їжа фільтрується (диференціюється за допомогою складного апарату, що фільтрує). При цьому дуже крупні харчові частки виключаються з травлення, а що пройшли через фільтр поступають в травну залозу — складну систему виростів середньої кишки, де відбувається власне переварювання і всмоктування. Неперетравлені залишки виводяться назовні через анальний отвір, розташований на тельсоні (анальній лопаті).

### Видільна система
Видільна система рака має вигляд круглих зелених залоз. Вони містяться під панциром на спинному боці і відкриваються назовні біля основних вусиків.

### Дихальна система
У рака під панциром біля основних ніг розташовані зябра. Це перисті вирости тіла. Вода омиває зябра, і розчинений у ній кисень потрапляє в кров, а вуглекислий газ із крові виділяється у воді.

### Кровоносна система
Кровоносна система в річкового рака незамкнута, тобто кров із судин витікає безпосередньо в порожнину тіла. Розчинений у воді кисень проникає через зябра в кров, а вуглекислий газ, що накопичився в крові, через зябра виводиться назовні.

### Нервова система
Нервова система складається з навкологлоткового нервового кільця і черевного нервового ланцюжка. Нерви, що відходять від навкологлоткового кільця, пов'язані з органами чуття і ротовим апаратом, а ті, що відходять від нервового ланцюжка, — з внутрішніми органами. 

### Органи чуття
Органи чуття у рака добре розвинені. Складні очі розташовані на рухливих стебельцях, що дає йому змогу дивитися в різні боки, не повертаючи тіла. Кожне око утворене трьома тисячами вічок, кількість яких з віком зростає. Вічко бачить лише якусь невеличку частинку зображення, і тільки усі вічка разом можуть сприйняти його цілком. Таке око називається фасетковим, а кожне вічко у ньому — фасеткою.
Довгі вусики є органом дотику і нюху (це водночас ніби «кінчики пальців» та «ніс» рака), а біля основи вусиків містяться органи рівноваги та слуху.

## Спосіб життя і місце існування
Веде осілий спосіб життя — в норах на глибині 2 — 8 м. Взимку скупчується у глибоких ямах. Прісна чиста вода: річки, озера, ставки, швидкі або проточні струмки (завглибшки 3—5 м і із западинами до 7—12 м). Влітку вода повинна прогріватися до 16—22 °C. Раки дуже чутливі до забруднення води, тому місця, де вони водяться, говорять про екологічну чистоту цих водоймищ. Стенобіонтний та стенотермний (холодолюбний) вид. Оптимум рН 7,0 — 8,5.

## Живлення

Вологий препарат, видно всі типи кінцівок широкопалого рака, частину панцира видалено, 1 - зябра

Всеїдний. Рослинна (до 90 %) і м'ясна (молюски, черв'яки, комахи і їх личинки, пуголовки) їжа. Влітку широкопалий рак живиться водоростями і свіжими водними рослинами (рдесник, елодея, кропива, латаття, хвощ), взимку — опалим листям. За один прийомом їжі самка з'їдає більше, ніж самець, але і їсть вона рідше. Запах їжі раки відчувають на великій відстані, особливо якщо трупи жаб, риб і інших тварин почали розкладатися. Раціон залежить від пори року та інших факторів. Живиться в сутінках або перед заходом сонця і вночі (вдень раки ховаються під каменями або в норах, виритих на дні або біля берегів під корінням дерев). Річковий рак шукає їжу, не відходячи далеко від нори; якщо ж корма недостатньо, може мігрувати на 100—250 м.

## Поведінка
Полює річковий рак вночі. Вдень ховається в укриттях (під каменями, корінням дерев, в норах або будь-яких предметах, що лежать на дні), які охороняє від інших раків. Риє нори, довжина яких може досягати 35 см. Влітку живе на мілководді, взимку перебирається на глибину, де ґрунт міцний, глинястий або піщаний. Траплялися випадки канібалізму. Повзає річковий рак задкуючи назад. В разі небезпеки за допомогою хвостового плавця збовтує мул або різким рухом спливає геть. У конфліктних ситуаціях між самцем і самкою завжди домінує самець. Якщо ж зустрілися два самці, то зазвичай перемагає більший.
Звичайно рак пересувається по дну головою вперед, повільно переставляючи ноги, а в разі небезпеки відштовхується і вправно пливе заднім кінцем тіла наперед, швидко загрібаючи воду хвостовим плавцем та направляючи її під себе.
На суходолі рак пересувається задом наперед. За допомогою ніг, клешень і хвостового плавця він ніби підтягує тіло. Звідси й пішов вислів «задкувати наче рак».

## Розмноження у неволі
Розведення у ставках неможливе. Спроби інтродукції у водойми середньої течії Дніпра, р. Ірпінь і Шацькі озера були невдалими.

## Розмноження і розвиток
Річковий рак — роздільностатева тварина. Статеві залози розміщуються в грудній порожнині. 
На початку осені самець стає агресивнішим і рухливішим, нападає на особину, що наближається, навіть з нори. 
Визрівання яйцеклітин у самок відбувається у яєчниках, а формування чоловічих статевих клітин у самців — у сім'яниках.
Побачивши самку, він починає переслідування, і якщо наздоганяє, то хапає її за клішні і перевертає. Самець має бути більше за самку, інакше вона може вирватися. Запліднення внутрішнє. Самець переносить сперматофори на черевце самки і залишає її. За один сезон він може запліднити до трьох самок. Приблизно за два тижні самка викидає 20-200 яєць, які виношує на черевці. 
Сезон розмноження: жовтень. 
Статеве дозрівання: самці — 3 роки, самки — 4. 
Вагітність/інкубація: залежить від температури води. 
Тривалість життя: 20-25 років. 
Потомство: новонароджені рачки досягають в довжину до 2 мм. Перші 10-12 діб вони залишаються під черевцем у самки, а потім переходять до самостійного існування. У цьому віці їх довжина близько 10 мм, вага 20-25 міліграм. У перше літо рачки линяють п'ять разів, довжина їх збільшується удвічі, а маса в шість разів. Наступного року вони виростуть до 3,5 см, і важитимуть близько 1,7 г, злинявши за цей час шість разів. Зростання молодих річкових раків відбувається нерівномірно. На четвертий рік життя раки зростають приблизно до 9 см, з цієї миті вони линяють двічі на рік. Кількість і терміни линянь сильно залежать від температури і живлення.

## Прикладне значення

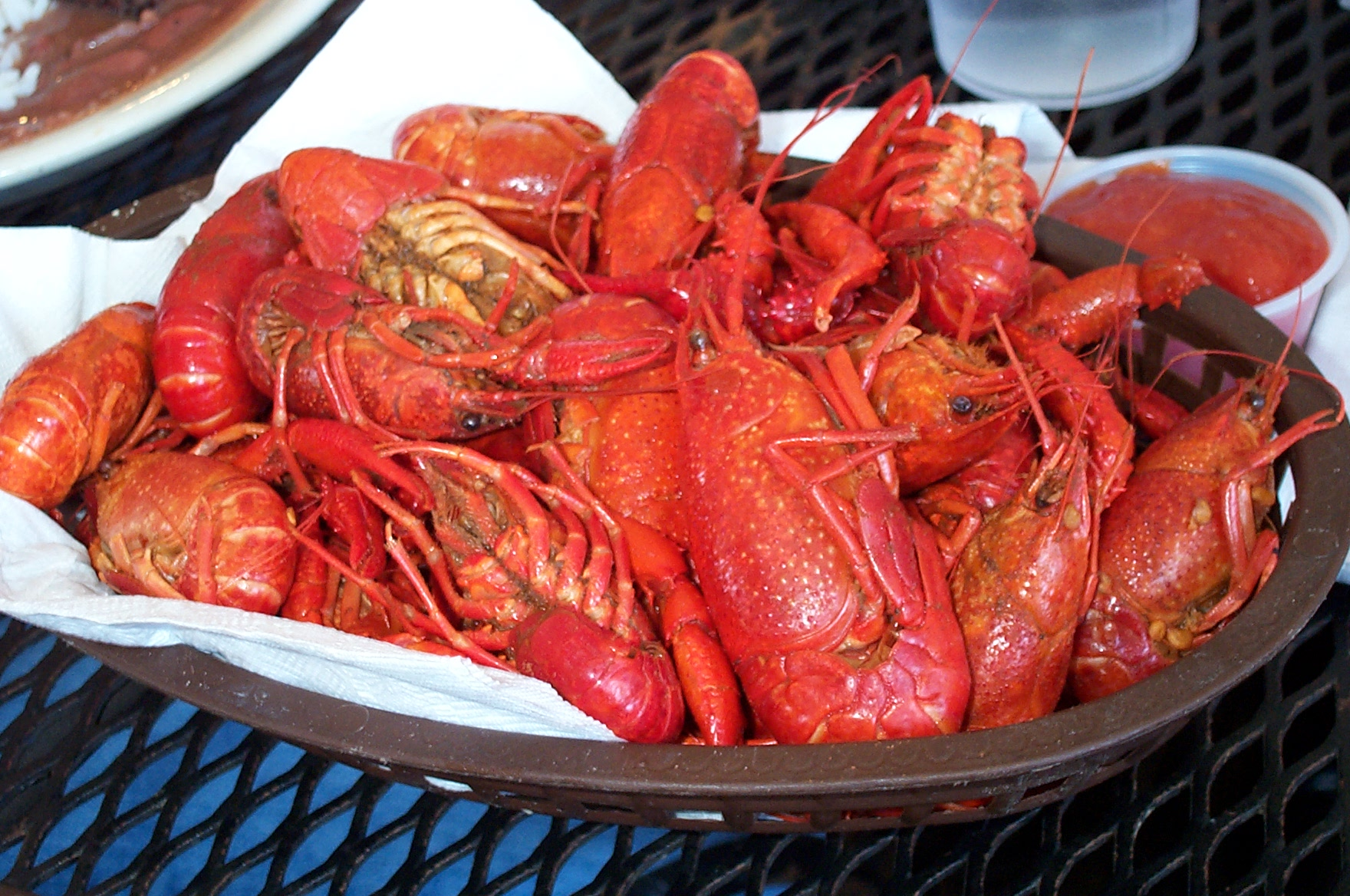
Варені раки

Широкопалого рака вживають в їжу.

### Раки (страва)
Варені раки — закуска, що являє собою цілих варених раків з додатковими інгредієнтами або без них. Раків кладуть у посуд з холодною водою або молоком на декілька хвилин, потім живцем кидають у киплячу солону воду і варять близько 10—15 хвилин. У каструлю можна також добавити моркву, цибулю, зелень (петрушку, кріп), лавровий лист, листя кропиви. 
Складніші способи приготування включають обсмажування рака в олії, додавання при вариві білого вина, сметани, гвоздики, кмину, перцю тощо. 
Раки при подачі на стіл можуть поливатися відваром, в якому вони варилися, а також може готуватися спеціальний раковий соус (суміш відвару, борошна і масла). 
Раків традиційно вважають однією з найкращих закусок до пива. 
Не всі частини тушки рака їстівні. Їдять лише м'ясо клешень і хвоста.

## Заходи охорони
Занесено до Червоного списку МСОП та Європейського Червоного списку (1991). Включено до Червоної книги України (1994, 2009) та Бернської конвенції. Заборонено вилов правилами любительського і спортивного рибальства у внутрішніх водоймах України (1990). Слід зменшити антропогенний вплив на водні екосистеми, взяти під охорону водойми, де водиться широкопалий рак.